# تاینی سندفورد

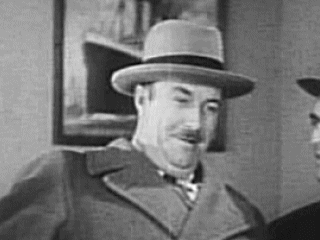
تاینی سندفورد در صحنه‌ای از فیلم فریادی در شب (۱۹۳۳)

استنلی جی. «تاینی» سَندفورد (انگلیسی: Stanley J. "Tiny" Sandford؛ ‏ ۲۶ فوریهٔ ۱۸۹۴ – ۲۹ اکتبر ۱۹۶۱) بازیگر اهل ایالات متحده آمریکا بود که بیشتر به خاطر بازی در فیلم‌های لورل و هاردی و چارلی چاپلین در یادها مانده‌است. هیکل درشت و تنومند و همچنین قد بلند او معمولاً سبب می‌شد که از او، در نقش‌های کمدی ضد قهرمان یا شرور استفاده شود و بیشتر نقش دربان، مبارز یا مشت‌زن حرفه‌ای، قلدر محله یا پلیس را بازی می‌کرد.
سندفورد در سال ۱۸۹۴ در اوسیج، آیووا به دنیا آمد. پس از کار در تئاتر و نمایش‌های تابستانی در فضای باز، از حوالی سال ۱۹۱۰ بازی در فیلم‌های سینمایی را آغاز کرد. او در فیلم جویندگان طلا با چارلی چاپلین همکاری داشت. از دیگر فیلم‌های چاپلین که او در آنها ظاهر شد، می‌توان به سیرک (۱۹۲۸) و عصر جدید (۱۹۳۶) اشاره کرد که در آن او «بیل بزرگه» را بازی می‌کند. از فیلم‌های او با لورل و هاردی می‌توان به کسب‌وکار حسابی (۱۹۲۹)، هورا هورا (۱۹۲۹)، شامپانزه (۱۹۳۲) و روابط ما (۱۹۳۶) اشاره کرد. او در فیلم «شوهر جنگاور» در نقش هرکول دست‌وپا چلفتی و ترسو ظاهر شد. سندفورد همچنین در فیلم به‌سوی غرب بازی کرد، اما سکانس بازی او از نسخه نهایی فیلم حذف شد.
او همچنین در درام‌هایی مانند قهرمان جهان (۱۹۲۲) و ماسک آهنین (۱۹۲۹) نقش‌آفرینی نمود.
او در سال ۱۹۴۰ از بازیگری کناره‌گیری کرد. در همان سال او نقش بسیار کوچکی در فیلم چارلی چاپلین ایفا نموده بود. او در ۲۹ اکتبر ۱۹۶۱ در لس آنجلس درگذشت.

## فیلم‌شناسی
| سال  | عنوان فیلم                 | نقش                        | توضیح                                |
| ---- | -------------------------- | -------------------------- | ------------------------------------ |
| ۱۹۱۶ | بازرس فروشگاه              | نقش جزئی                   | کوتاه، نامش در عنوان‌بندی فیلم نیامده |
| ۱۹۱۶ | کنت                        | مهمان                      | کوتاه، نامش در عنوان‌بندی فیلم نیامده |
| ۱۹۱۹ | به‌دنبال دل خود             | جالوت                      |                                      |
| ۱۹۲۲ | قهرمان جهان                | لرد براکینگتون             |                                      |
| ۱۹۲۲ | شلیک نکن                   | جیم                        |                                      |
| ۱۹۲۳ | پذیریش مردمی               | یک شکسته‌بند                |                                      |
| ۱۹۲۴ | گرگ‌های ساحلی               | هانس اسکول                 |                                      |
| ۱۹۲۴ | پرداخت بالاترین نرخ        | اوله                       |                                      |
| ۱۹۲۴ | راز خانوادگی               | پاسبان                     | نامش در عنوان‌بندی فیلم نیامده        |
| ۱۹۲۵ | اعترافات یک ملکه           |                            | نامش در عنوان‌بندی فیلم نیامده        |
| ۱۹۲۵ | جویندگان طلا               | متصدی بار                  | نامش در عنوان‌بندی فیلم نیامده        |
| ۱۹۲۵ | کالیفرنیا درست روبه‌رو      | پاسبان                     | نامش در عنوان‌بندی فیلم نیامده        |
| ۱۹۲۵ | مادام بی‌هیو                | مأمور پلیس                 |                                      |
| ۱۹۲۵ | دلقک تمام‌عیار              | پاسبان                     | نامش در عنوان‌بندی فیلم نیامده        |
| ۱۹۲۷ | سگم را دوست دارم           | پی. فالتون، وکیل مدافع     | کوتاه                                |
| ۱۹۲۷ | عشق پولی                   | متصدی بار                  | نامش در عنوان‌بندی فیلم نیامده        |
| ۱۹۲۷ | صد سال دوم                 | زندانبان                   | کوتاه                                |
| ۱۹۲۷ | ملوانان، مراقب باشید!      | مرد رداپوش                 | کوتاه، نامش در عنوان‌بندی فیلم نیامده |
| ۱۹۲۷ | گینسبرگ بزرگ               | هرکول                      |                                      |
| ۱۹۲۸ | سیرک                       | مسئول وسایل صحنه           |                                      |
| ۱۹۲۸ | فیل‌های پرنده               | غارنشین درشت‌اندام          | کوتاه                                |
| ۱۹۲۸ | از صفر تا صد               | آفای کالپپر                | کوتاه                                |
| ۱۹۲۸ | مهمان ناخوانده             | دربان صحنه                 |                                      |
| ۱۹۲۹ | نقاب آهنین                 | پورتوس                     |                                      |
| ۱۹۲۹ | کسب‌وکار حسابی              | مأمور پلیس                 | نامش در عنوان‌بندی فیلم نیامده        |
| ۱۹۲۹ | فریاد دوردست               | کاپیتان استورکرسون         |                                      |
| ۱۹۲۹ | هورا هورا                  | مأمور پلیس                 | کوتاه، نامش در عنوان‌بندی فیلم نیامده |
| ۱۹۲۹ | ریو ریتا                   | داوالوس                    | نامش در عنوان‌بندی فیلم نیامده        |
| ۱۹۲۹ | زندان                      | رئیس زندان                 | کوتاه، نامش در عنوان‌بندی فیلم نیامده |
| ۱۹۳۰ | کله‌پا                      | سرپیشخدمت‌کار               | کوتاه، نامش در عنوان‌بندی فیلم نیامده |
| ۱۹۳۰ | بسیار شیک‌پوش               | قطع‌کننده سخنرانی           | نامش در عنوان‌بندی فیلم نیامده        |
| ۱۹۳۰ | زیر صفر                    | پیت                        | نامش در عنوان‌بندی فیلم نیامده        |
| ۱۹۳۰ | سربازان پیاده              | کارمند                     | نامش در عنوان‌بندی فیلم نیامده        |
| ۱۹۳۰ | پرونده قتل لورل-هاردی      | مأمور پلیس                 | نامش در عنوان‌بندی فیلم نیامده        |
| ۱۹۳۰ | شب اجنه                    | مأمور                      | نامش در عنوان‌بندی فیلم نیامده        |
| ۱۹۳۱ | ارابه‌های جنگی              | مرد در واگن قطار           | نامش در عنوان‌بندی فیلم نیامده        |
| ۱۹۳۱ | محکومان                    | زندانبان                   | نامش در عنوان‌بندی فیلم نیامده        |
| ۱۹۳۱ | ما را ببخشید               | زندانبان                   |                                      |
| ۱۹۳۱ | همه‌چیز را اعتراف کن        | دربان                      | کوتاه، نامش در عنوان‌بندی فیلم نیامده |
| ۱۹۳۱ | هارد اومبره                | برادر عصبانی               | نامش در عنوان‌بندی فیلم نیامده        |
| ۱۹۳۱ | بیوهانکز                   | افسر لژیون                 | کوتاه، نامش در عنوان‌بندی فیلم نیامده |
| ۱۹۳۲ | پالی هنرمند سیرک           | اهل کلیسا                  | نامش در عنوان‌بندی فیلم نیامده        |
| ۱۹۳۲ | روح غرب                    | آشپز مزرعه                 |                                      |
| ۱۹۳۲ | این همان شب است            | باربر                      | نامش در عنوان‌بندی فیلم نیامده        |
| ۱۹۳۲ | روزنه امید                 | دادیار دادگاه              | نامش در عنوان‌بندی فیلم نیامده        |
| ۱۹۳۲ | شامپانزه                   | دستروکتو                   | کوتاه، نامش در عنوان‌بندی فیلم نیامده |
| ۱۹۳۲ | ازدواج آخر هفته            | مرد درشت‌اندام در صف سینما  | نامش در عنوان‌بندی فیلم نیامده        |
| ۱۹۳۲ | قیمت خرید                  | سم پرکینز - مردی در شیواری | نامش در عنوان‌بندی فیلم نیامده        |
| ۱۹۳۲ | مهمان سیزدهم               | مایک - زندانبان            | نامش در عنوان‌بندی فیلم نیامده        |
| ۱۹۳۲ | مبارزه برای عدالت          | مرد در حال رقص             | نامش در عنوان‌بندی فیلم نیامده        |
| ۱۹۳۲ | چرخه روابط پیچیده واشینگتن | کارگر                      | نامش در عنوان‌بندی فیلم نیامده        |
| ۱۹۳۲ | دختر اهل کلگری             | مأمور پلیس                 | نامش در عنوان‌بندی فیلم نیامده        |
| ۱۹۳۲ | خوشبختی                    | راننده عصبانی              | نامش در عنوان‌بندی فیلم نیامده        |
| ۱۹۳۳ | مسیر الماس                 | تفنگدار مولینز             | نامش در عنوان‌بندی فیلم نیامده        |
| ۱۹۳۳ | شوهر جنگاور                | هرکول                      |                                      |
| ۱۹۳۳ | برادر شیطان                | هیزم شکن درشت              | نامش در عنوان‌بندی فیلم نیامده        |
| ۱۹۳۳ | فریادی در شب               | کارآگاه اِدی                | نامش در عنوان‌بندی فیلم نیامده        |
| ۱۹۳۳ | مزرعه رنگین‌کمان            | مرد دعوایی در حال رقص      |                                      |
| ۱۹۳۳ | فضول‌باشی                   | سرکارگر فروشگاه            | کوتاه، نامش در عنوان‌بندی فیلم نیامده |
| ۱۹۳۳ | ملکه کریستینا              | سرآشپز مسافرخانه           | نامش در عنوان‌بندی فیلم نیامده        |
| ۱۹۳۴ | راه گریزی ندارم            | دربان باشگاه گرجی‌ها        | نامش در عنوان‌بندی فیلم نیامده        |
| ۱۹۳۴ | بچه‌ها در شهر اسباب‌بازی     | دانکر                      | نامش در عنوان‌بندی فیلم نیامده        |
| ۱۹۳۴ | گروه موسیقی وارد می‌شود     | کمدین                      | نامش در عنوان‌بندی فیلم نیامده        |
| ۱۹۳۵ | جوانان مبارز               | راننده کامیون              | نامش در عنوان‌بندی فیلم نیامده        |
| ۱۹۳۵ | دیشب را به‌خاطر داری؟       | راننده کامیون              | نامش در عنوان‌بندی فیلم نیامده        |
| ۱۹۳۵ | شیپ کافه                   | متصدی سوخت کورهٔ کشتی بخار  | نامش در عنوان‌بندی فیلم نیامده        |
| ۱۹۳۵ | جوخه انتحاری               | مأمور پلیس                 | نامش در عنوان‌بندی فیلم نیامده        |
| ۱۹۳۶ | عصر جدید                   | بیگ بیل                    |                                      |
| ۱۹۳۶ | عصر جدید                   | دردسرساز سانفرانسیسکو      | نامش در عنوان‌بندی فیلم نیامده        |
| ۱۹۳۶ | قایق نمایش                 | زیبی – مرد دهاتی           | نامش در عنوان‌بندی فیلم نیامده        |
| ۱۹۳۶ | روابط ما                   | تونی- لات شلختهٔ اسکله      | نامش در عنوان‌بندی فیلم نیامده        |
| ۱۹۳۶ | پسران مومیایی              | سرکارگر ساختمانی           | نامش در عنوان‌بندی فیلم نیامده        |
| ۱۹۳۷ | راه بازگشت                 | دربان                      | نامش در عنوان‌بندی فیلم نیامده        |
| ۱۹۳۷ | شکوفه‌هایی در برادوی        | کارگر                      | نامش در عنوان‌بندی فیلم نیامده        |
| ۱۹۳۸ | مهمانی شیطان               | دربان باشگاه سیگاری‌ها      | نامش در عنوان‌بندی فیلم نیامده        |
| ۱۹۴۰ | فلوریان                    | سرکارگر لباسشویی           | نامش در عنوان‌بندی فیلم نیامده        |
| ۱۹۴۰ | دیکتاتور بزرگ              | یک سرباز هم‌رزم در سال ۱۹۱۸ | نامش در عنوان‌بندی فیلم نیامده        |